# أم جميل
أم جميل هي أروى بنت حرب بن أمية بن عبد شمس زوجة أبي لهب بن عبد المطلب عم النبي محمد ﷺ. عُرفت بتكريس حياتها لإيذاء النبي محمد وصرف الناس من حوله. ترعرعت في بيت قرشي كبير، وتزوجت من «عبد العزى بن عبد المطلب» المذكور في القرآن الكريم باسم (أبي لهب)، وهي أم ولديه "عتبة وعتيبة".
لم يذكر القرآن الكريم اسمها صريحا، ولكن أشار إليها في سورة المسد باسم (حمالة الحطب). لأنها كانت تأتي بأغصان الشوك، فتطرحها بالليل في طريق النبي محمد ﷺ. غضبت عندما نزلت سورة المسد وازداد كرهها للنبي محمد ﷺ رغم أن ولديها عتبة وعتيبة تزوجا ابنتيه (أم كلثوم ورقية) اللتان تزوجهما عثمان بن عفان تباعا بعدهما.
قيل إن الوحي تأخر في النزول على النبي محمد ﷺ لفترة، فذهبت إليه متشفية وقالت له: «يا محمد، ما أرى شيطانك إلا قد قلاك!»، فنزل قوله تعالى في سورة الضحى:﴿وَالضُّحَى ۝١ وَاللَّيْلِ إِذَا سَجَى ۝٢ مَا وَدَّعَكَ رَبُّكَ وَمَا قَلَى ۝٣ وَلَلْآخِرَةُ خَيْرٌ لَكَ مِنَ الْأُولَى ۝٤﴾ [الضحى:1–4]
وقد ذكر المفسرون في تفسير قول الله تعالى: ﴿فِي جِيدِهَا حَبْلٌ مِنْ مَسَدٍ ۝٥﴾ [المسد:5] أنها تبرعت بعقد من ذهب في جيدها (عنقها) لأذية النبي محمد ﷺ فأبدلها الله جيدا من النار بدلا منه.

## نسبها
- هي: أروى بنت حرب بن أمية بن عبد شمس بن عبد مناف بن قصي بن كلاب بن مرة بن كعب بن لؤي بن غالب بن فهر بن مالك بن النضر بن كنانة بن خزيمة بن مدركة بن إلياس بن مضر بن نزار بن معد بن عدنان.[6] وهي أخت الصحابي أبو سفيان بن حرب.

- أمها هي: فاختة بنت عامر بن معتب الثقفية.[7]

## ذكرها في القرآن
ذكرها القرأن الكريم في سورة المسد بوصفها امرأة أبي لهب ولم يذكرها باسمها صراحة فقال عز وجل: ﴿وَامْرَأَتُهُ حَمَّالَةَ الْحَطَبِ ۝٤ فِي جِيدِهَا حَبْلٌ مِنْ مَسَدٍ ۝٥﴾ (سورة المسد، الآيتين 4-5).
وأخرج ابن جرير والبيهقي في الدلائل وابن عساكر عن ابن عباس في قوله:  وَامْرَأَتُهُ حَمَّالَةَ الْحَطَبِ   قال: كانت تحمل الشوك فتطرحه على طريق النبي ليعقره وأصحابه.
وأخرج ابن أبي الدنيا في ذم الغيبة وابن جرير وابن المنذر وابن أبي حاتم عن مجاهد[ ؟ ]: {وامرأته حمالة الحطب} قال: كانت تمشي بالنميمة {في جيدها حبل من مسد} من نار.
لكنه اُخُتُلٍف حول مناسبة هذا الوحي، حيث أعلن ابن سعد وابن كثير أنها كانت في 613م، عندما دعا الرسول قريش إلى جبل الصفا لينبههم لأول مرة بأن عليهم اتباع دعوته، وعندها قاطعه أبو لهب قائلا «تَبًّا لكَ سَائِرَ اليَومِ، ألِهذا جَمَعْتَنَا؟» فكان الوحي هو رد الرسول عليه.
وافترض ابن إسحاق انها نزلت في 616م، حين ترك أبو لهب قبيلة بني هاشم ورفض حماية الرسول، وقال أن أم جميل هي التي أُطلق عليها «حمالة الحطب»، لأنها كانت تجمع الأشواك وتلقيها على ثياب الرسول حيث كان يترك الملابس لتجف، إلا أن الرسول أعلن أن قريش لم تلجأ لهذا النوع من المضايقات بعد وفاة أبي طالب عام 620م. وقدم ابن كثير النظرية البديلة بأن «حمالة الحطب» لا تشير إلى حدث قديم، وإنما تعبر عن مستقبل أم جميل حين تقوم طواعية بتزويد النار بالحطب لإبقائها مشتغلة لعقاب زوجها في الآخرة.
حسب روايات إسلامية، خرجت أم جميل ذات يوم غاضبة حتى وصلت إلى الرسول وكان جالساً مع أبي بكر عند الكعبة، وكان في يدها حجر أرادت أن تضربه به فذهب بصرها فلم تره وقالت لأبي بكر: أين صاحبك قد بلغني أنه يهجوني، والله لو وجدته لضربته بهذا الحجر، ثم انصرفت فقال أبو بكر: يا رسول الله أما رأتك؟ قال: لا، لقد أخذ الله بصرها عني، ثم رددت هذه الأبيات:
مذمما عصيناه، وأمره أبَيْنا، ودينه قَلَيْنا
فراحت تضغط على ولديها عتبة وعتيبة ليطلقا بنتي الرسول. ويذكر الزمخشري في تفسيره الكشاف بأن أم جميل قالت لولديها:
| أم جميل | رأسي برأسيكما حرام إن لم تطلقا بنتي محمد، فلم يكن لهما إلا الرضوخ لها، فقاما بتطليق بنتي الرسول ام كلثوم ورقية، ولم يكتفيا بذلك بل قال عتيبة: لأذهبن إلى محمد وأوذيه فذهب إليه قبل خروجه إلى الشام فقال: يا محمد أنا كافر بالنجم إذا هوى وبالذي دنا فتدلى، ثم بصق أمام الرسول ورد عليه ابنته وطلقها، فقال الرسول من شدة حزنه: اللهم سلط عليه كلباً من كلابك، وكان أبو طالب عمه حاضراً فقال: ما كان أغناك يا ابن أخي عن هذه الدعوة. | أم جميل |

ثم عاد عتيبة إلى أبي لهب وأخبره ثم خرجوا إلى الشام فنزلوا منزلاً، فأشرف عليهم راهب من الدير وقال: إن هذه أرض مسبعة، فقال أبو لهب لأصحابه: أغيثونا يا معشر قريش هذه الليلة فإني أخاف على ابني عتيبة من دعوة محمد. فجمعوا جمالهم وأناخوها حولهم وأحدقوا بعتيبة، فجاء السبع يتشمم وجوههم حتى ضرب عتيبة فقتله.